# Laghouat
Laghouat (em árabe: الأغواط) é a cidade capital da província de Laghouat, Argélia. Segundo o censo de 2008, a população total da cidade era de 144 747 habitantes.

## Geografia
A cidade de Laghouat é um centro regional na depressão argelina, um oásis ao sul de Argel. Ele é construído nas margens do Wadi Mzee, que flui para o leste da Amour Range e é um dos muitos riachos sazonais que desaguam em Chott Melrhir.
É limitado a norte pelo município de Sidi Makhlouf, a oeste por Tadjemout e Kheneg, a leste o município de El Assafia, e ao sul o município de Mekhareg.

## Clima

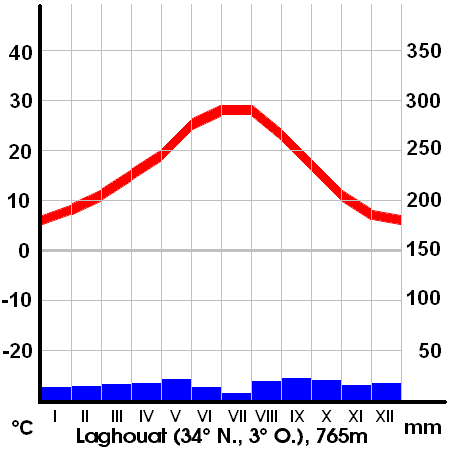
Climate em Laghouat

Laghouat tem um clima de deserto frio (classificação climática de Köppen BWk). A precipitação é maior no inverno do que no verão. A temperatura média anual em Laghouat é 17,4 °C (63,3 °F). Cerca de 176 mm (6,93 pol) de precipitação cai anualmente. A chuva cai de forma irregular, com secas severas em alguns anos. Dunas de areia podem invadir a cidade do norte em anos de seca, e foram combatidas com edifícios administrativos e um cinturão verde de jardins ao redor da cidade.
A cidade depende de água subterrânea, que é abundante devido a uma grande barragem subterrânea em Tadjmout, que é a maior do gênero na África e data do período colonial. Também é conhecida pela sua água mineral, chamada água milok, que atraiu o investimento de um engarrafador espanhol.

## Turismo
A província tem procurado desenvolver o turismo com novos hotéis de 4 estrelas, embora os hotéis existentes em Laghouat não ultrapassem a classificação de 3 estrelas.

A região é conhecida pela variedade de paisagens – vales montanhosos, planaltos, planícies, dunas e estepes – dentro de uma pequena área. Alguns a chamam de cidade das quatro estações, devido à diversidade do terreno.

Os marcos da cidade incluem a antiga mesquita, a fortaleza de Sidi El Hajj Issa, seu santuário, o bairro antigo, palmeiras e a catedral colonial francesa.

O forte militar colonial francês Tizgraren Tower (também chamado de Buskaran Tower) foi inaugurado como atração turística em 2011. Está localizado no ponto mais alto da cidade e data de 1857. Tem quatro alas, catacumbas e uma grande praça contendo o túmulo do general Buskaran, que foi assassinado dentro do forte. Nos últimos anos de colonização, a torre foi convertida de quartel em hospital militar especializado no tratamento de doenças respiratórias e alergias. Após a independência da Argélia, foi usado por vários departamentos de segurança.